# 소가야
고자국(古資國), 통칭 소가야(小伽倻)는 경상남도 고성군에 있었던 변한계 국가이다. 여섯개의 가야 가운데 신라 유리왕 19년(42년)에 경상남도 고성에 세워진 나라이다. 김수로왕과 함께 구지봉에서 태어난 6명의 동자 중에서 막내인 김말로(金末露)가 건국했다. 고성군 일대를 중심으로 사천시에서 통영시 일대에 유적이 발굴되었다.

## 이름의 유래
애초에 소가야와 함께 6가야의 각국명칭인 "某가야"라는 명칭은 신라말에서 고려시대의 가야부흥세력을 이끌던 호족들의 지역에 고려 태조가 OO가야라는 명칭을 부여하면서 옛 가야시대의 이름인양 와전된 것으로 실제의 가야제국과는 전혀 무관한 이름들이라 한다. 실제로 가야연맹은 6개국이 아니라 10~13개이상의 나라들의 집합체였다. 고성군 일대에 있던 나라의 이름은 삼국사기에 의하면 고사포국(古史浦國) 혹은 고자국(古自國)으로, 삼국지 위지 동이전의 변한조에는 고자미동국(古資彌凍國)으로 되어 있다. 일본서기에는 고(구)차국(古(久)嵯國)이라고도 한다.

## 역사

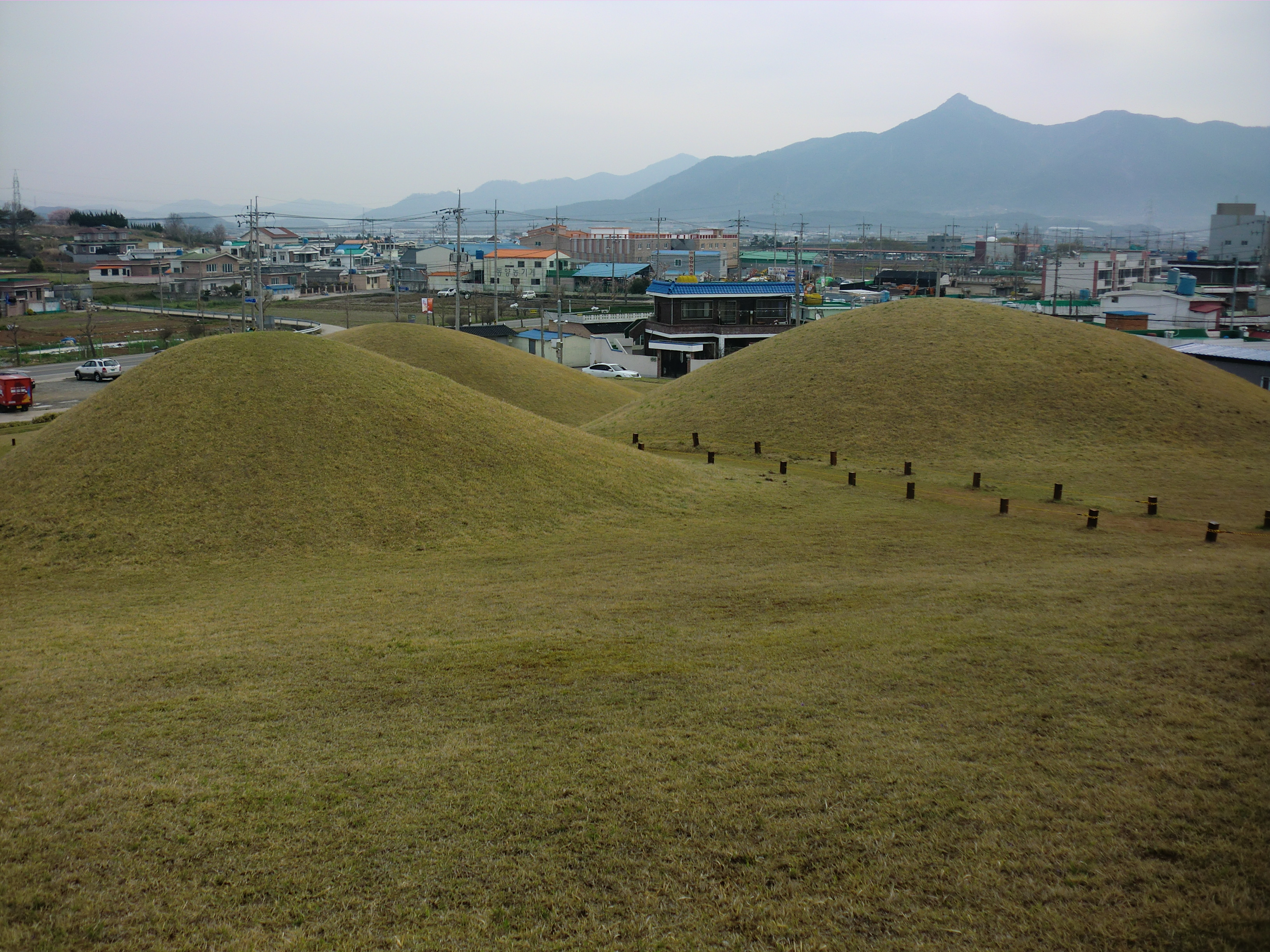
소가야의 지배계급의 무덤으로 추정되는 고성 송학동 고분군

단군조선이 위만에 패망하자 조선의 유이민이 한반도 지역으로 대거 유입되어 기준(奇準)왕의 목지국을 중심으로 삼한소국을 형성했고 그 중에 고사포국이 있었다. 고사포국은 변한 12국 중에 하나로 소속되었다. 서기 9년에 백제가 마한을 강제합병하여 진국이 멸망한후 변한이 구야국을 중심으로 독립하여 가야연맹을 결성하자 고사포국도 이에 속했다. 고사포국은 지금의 고성읍을 중심으로 때때로 사천, 남해등지로도 세력을 확장하기도 했다. 반면에 고성군내륙지역은 고사포국의 영역에서 제외되었던 것으로 여겨진다. 한편 고사포국을 포함한 가야남부의 8개 나라, 소위 포상팔국(浦上八國)은 남해안에 접해 있음에도 해상무역에서 구야국에 주도권을 넘긴 채 주도적인 역할을 못하고 있었다. 구야국이 있는 김해지역은 당대에 고 김해만이라는 천연항구를 기반으로 남해무역의 허브로 기능하고 있었고 포상팔국은 가야외의 지역-가령 중국이나 일본과의 교역을 구야국에 의존해야 했던 것이다. 이에 불만을 품은 포상팔국은 골포국을 중심으로 결속하여 구야국에 대항해 가야연맹에서 이탈했고 곧이어 209년에 구야국과 안라국을 공격하여 가야연맹과 전쟁을 벌였지만 신라의 지원을 받은 가야의 반격으로 1차 전쟁은 패퇴했다. 그렇게 되자 포상8국중에 고사포국은 칠포국및 골포국과 함께 215년 신라의 주요항구인 갈벌(竭火)을 침공했지만 신라군의 방어에 패퇴하고 물러나야 했고 결국 포상8국은 굴복하여 다시 가야연맹에 부속될 수 밖에 없었다. 이후 400년에 구야국이 고구려에 패망하여 전기가야연맹이 소멸하자 고사포국은 뚜렷한 세력권을 형성하지 못한 채 반파국중심의 대가야에 편입되었다가 대가야가 백제및 신라와의 항쟁에서 패퇴하여 남북으로 분열되자 안라국중심의 남가야(南加倻)에 소속되었고 남가야가 신라에 투항함과 동시에 고사포국도 신라에 주권을 뺏기고 멸망하고 말았다
고사포국 왕족의 일부는 일본으로 망명하기도 했다.

## 경제·문화
고사포지역이 있던 고성군 일대는 해안지대에 면해있고 그당시에는 김해평야가 고 김해만이라는 바다였던 것과 같이 해수면의 높이가 지금보다 높아 수산업이 주종을 이루었고 농업과 수렵도 이루어졌다. 이 지역에서 가야공업의 주인 제철이 이루어졌었음은 동외동 유적에서 확인이 되었지만 직접 철광을 운영했는지는 불분명하다. 고성지역의 가야시대 유적은 동외동 패총을 비롯해 7~8개 지역이 확인되었는데 대개 주요 계곡과 하천변에 분포하고 있었다. 이지역에서 출토된 토기는 다른지역에 비해 종류의 분화가 덜 되어 있었다. 마을은 구획 정리가 대체적으로 잘 되어 있었다고 한다. 주거는 아직 수혈식이 주종이지만 원시적인 온돌도 확인되었다. 장례의식은 연당리와 율대리에서 호석 주변에 토기를 깨부숴서 깔아놓은 모습을 보이는데 이는 인근지역에서도 흔히 보이는 것이다. 사물국의 영역이지만 한때 고사포국에도 속했던 듯 해 고성문화권으로 간주되는 인근 늑도지역에서는 개를 죽여 껴묻거나 시체 위에 육류를 얹여놓은 것을 보이기도 한다. 이는 옥저에서 목곽에 쌀(米)을 넣은 항아리를 매달아 놓는 풍습과 비교된다. 중국의 은나라처럼 동물의 뼈를 태워 점을 친 흔적도 발견되었는데 이는 고대사회에서 널리 이루어진 일이고 변한시대 이래 이루어진 문신(文身)도 계속되고 있었다.

## 소가야 이후의 고성군
- 562년 가야연맹이 신라에 완전히 흡수되자 고사포국도 신라에 합병되어 고자군(古自郡)이 되었다.
- 757년 경덕왕 16년에 행정제도 개편으로 강주(康州)에 소속된 고성군(固城郡)이 되었고 상선현. 사수현. 문화량현의 3개현을 영현으로 삼았다.
- 고려시대인 태조 23년 5가야의 이름을 개칭하였다. 역사상의 고사포국도 이시기부터 소가야로 불리었다.
- 995년 성종 14년 고주(固州)로 승격되어 자사주가 되었다.
- 1018년 현종 9년 고성현으로 격하되었고 거제에 합병되었다가 현으로 재독립후 1266년 원종 7년 고주로 재승격되었다.
- 1391년 공양왕 3년 최종적으로 고성현으로 격하되어 이어졌다.

## 역대 국왕
왕 세계는 ＜고성김씨 대동보＞에 언급되고 있다.
| 대수 | 제호           | 재위          | 비고               |
| ---- | -------------- | ------------- | ------------------ |
| 1    | 말로왕(末露王) | 42년 ~ 145년  | 소가야 건국 시조   |
| 2    | 대아왕(大阿王) | 145년 ~ 162년 |                    |
| 3    | 미추왕(味雛王) | 162년 ~ 235년 |                    |
| 4    | 소간왕(味雛王) | 235년 ~ 277년 |                    |
| 5    | 아도왕(阿島王) | 277년 ~ 345년 |                    |
| 6    | 질노왕(叱駑王) | 345년 ~ 371년 |                    |
| 7    | 차아왕(車阿王) | 371년 ~ 412년 |                    |
| 8    | 달나왕(達拏王) | 412년 ~ 450년 |                    |
| 9    | 이형왕(而衡王) | 450년 ~ 554년 | 소가야의 마지막 왕 |

## 같이 보기
- 고성 송학동 고분군 (소가야의 고분)
- 가야
  - 금관가야
  - 대가야
  - 아라가야
  - 소가야
  - 비화가야
  - 고령가야
  - 성산가야